# Brussels Cycling Classic 2014
La Brussels Cycling Classic 2014, novantaquattresima edizione della corsa (fino al 2012 fa nota come Parigi-Bruxelles), valida come evento dell'UCI Europe Tour 2014 categoria 1.HC, si svolse il 6 settembre 2014 su un percorso di 202 km. Fu vinta dal tedesco André Greipel, che terminò la gara in 4h 41' 02" alla media di 43,12 km/h.
Furono 140 i ciclisti che portarono a termine la competizione.

## Squadre e corridori partecipanti
| N.    | Cod. | Squadra                |
| ----- | ---- | ---------------------- |
| 1-8   | LTB  | Lotto-Belisol          |
| 11-18 | OPQ  | Omega Pharma-Quickstep |
| 21-28 | ALM  | AG2R La Mondiale       |
| 31-38 | AST  | Astana Pro Team        |
| 41-48 | CAN  | Cannondale             |
| 51-58 | FDJ  | FDJ.fr                 |
| 61-68 | LAM  | Lampre-Merida          |
| 71-78 | EUC  | Team Europcar          |
| 81-88 | TFR  | Trek Factory Racing    |

| N.      | Cod. | Squadra                      |
| ------- | ---- | ---------------------------- |
| 91-98   | AND  | Androni Giocattoli-Venezuela |
| 101-108 | BSE  | Bretagne-Séché Environnement |
| 111-118 | COF  | Cofidis, Solutions Credits   |
| 121-128 | COL  | Colombia                     |
| 131-138 | NRI  | Neri Sottoli                 |
| 141-148 | TNE  | Team NetApp-Endura           |
| 151-158 | TSV  | Topsport Vlaanderen-Baloise  |
| 161-168 | WGG  | Wanty-Groupe Gobert          |
| 171-178 | WBC  | Wallonie-Bruxelles           |

## Ordine d'arrivo (Top 10)
| Pos. | Corridore           | Squadra       | Tempo    |
| ---- | ------------------- | ------------- | -------- |
| 1    | André Greipel       | Lotto-Belisol | 4h41'02" |
| 2    | Elia Viviani        | Cannondale    | s.t.     |
| 3    | Arnaud Démare       | FDJ.fr        | s.t.     |
| 4    | Michael Van Staeyen | Topsport      | s.t.     |
| 5    | Roy Jans            | Wanty-Gobert  | s.t.     |
| 6    | Andrew Fenn         | Omega Pharma  | s.t.     |
| 7    | Giacomo Nizzolo     | Trek Factory  | s.t.     |
| 8    | Ralf Matzka         | NetApp-Endura | s.t.     |
| 9    | Björn Leukemans     | Wanty-Gobert  | s.t.     |
| 10   | Julien Simon        | Cofidis       | s.t.     |